# Stätten der Seidenstraßen in Kirgisistan

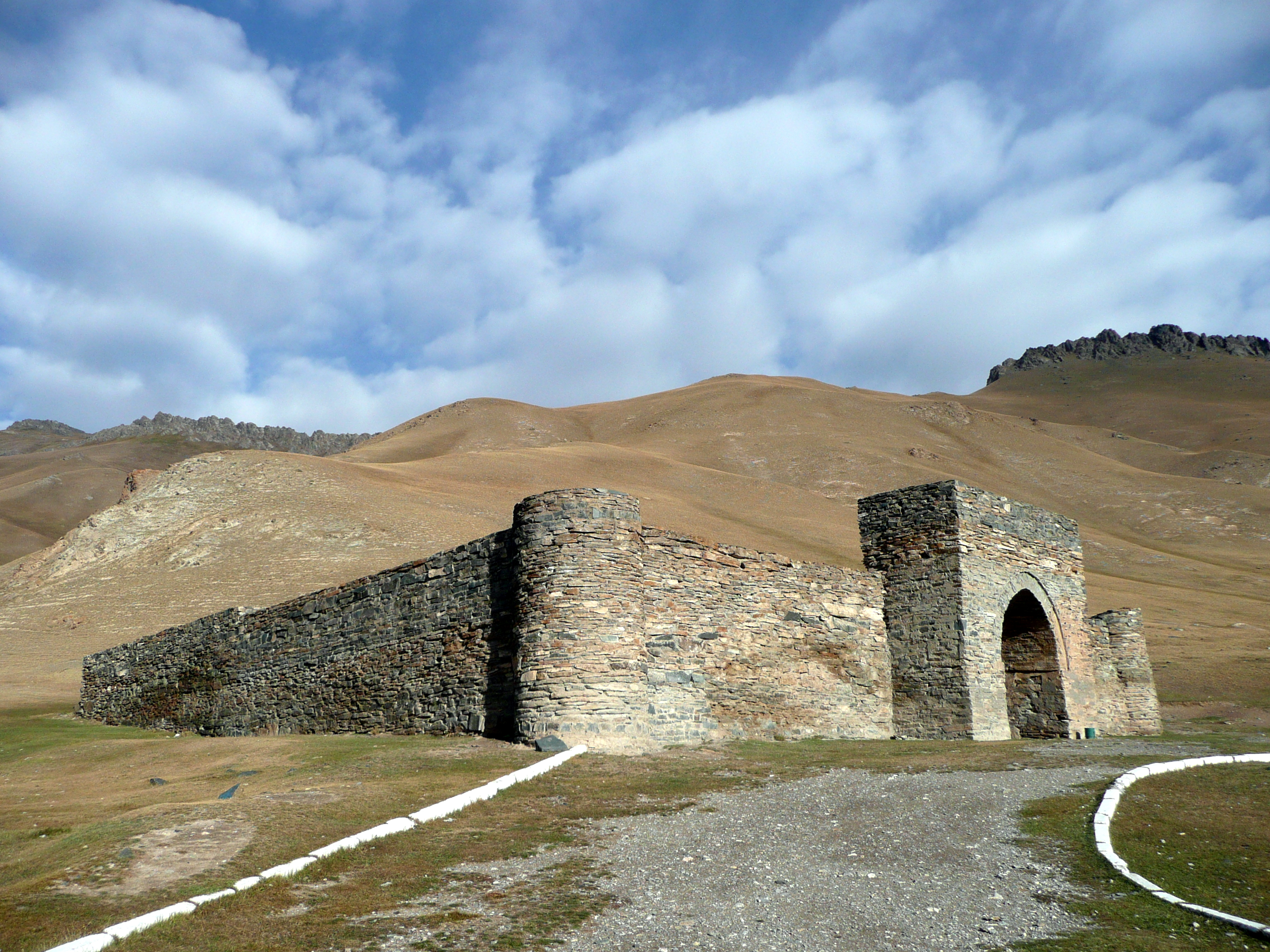
Karawanserei Tasch Rabat an der Seidenstraße in Kirgisistan

Stätten der Seidenstraßen in Kirgisistan ist der Titel eines Vorschlags für das UNESCO-Welterbe, den Kirgisistan 2010 auf seine Tentativliste gesetzt hat. Der Vorschlag umfasst verschiedene Stätten entlang der durch Kirgisistan verlaufenden Abschnitte der Seidenstraße.

## Hintergrund
Als Seidenstraße wird ein Netzwerk von Handelsstraßen bezeichnet, das in Antike und Mittelalter den Mittelmeerraum auf dem Landweg über Zentralasien mit Ostasien, insbesondere dem Kaiserreich China verband. Seinen Namen erhielt das Straßennetz dadurch, dass darüber Seide aus China nach Europa exportiert wurde.
Einige Routen der Seitenstraße führten durch Kirgisistan. Die Hauptroute kam aus dem Ferghanatal, überquerte das Tianshan-Gebirge bei Osch und führte weiter nach Kaschgar im Tarimbecken. Eine weitere Route verlief aus dem Siebenstromland über Bischkek und entlang des Yssyk-Köl-Sees über den Tian Shan ins Tarimbecken.

## Eintragung
Der serielle Vorschlag Stätten der Seidenstraßen in Kirgisistan wurde 2010 auf der Tentativliste von Kirgisistan eingetragen. Dabei wurden die seit 2001 auf der Tentativliste stehenden Einzelvorschläge Schach Fasil, Burana-Turm und Ösgön in den seriellen Vorschlag übernommen.
Zur Begründung der herausragenden universellen Bedeutung wird angeführt:

„Die Seidenstraßen sind Wege der Integration, des Austauschs und des Dialogs zwischen Ost und West, die seit fast zwei Jahrtausenden wesentlich zum gemeinsamen Wohlstand der Menschheit beigetragen haben … Dieses insbesondere zwischen dem 2. Jahrhundert v. Chr. und dem Ende des 16. Jahrhunderts n. Chr. blühende Routennetz … erleichterte und schuf einen wechselseitigen interkontinentalen Handel mit einer schillernden Vielfalt von Handelswaren … Dieser Handel verband verschiedene Zivilisationen, bestand über Jahrhunderte hinweg und wurde durch ein System von Karawansereien, Handelssiedlungen, Handelsstädten und Festungen auf seiner gesamten Länge von mehr als 10.000 km gestützt, was ihn wohl zur längsten kulturellen Route in der Geschichte der Menschheit macht.“

Angestrebt wird eine Eintragung in die Welterbeliste aufgrund der Welterbe-Kriterien ii, iii, iv, v und vi:

„(ii): Die Seidenstraßen weisen herausragende Wechselwirkungen menschlicher Werte auf.“

„(iii): Die Seidenstraßen sind ein hervorragendes Beispiel für den Handel und die Verbreitung kultureller Traditionen über weite Strecken.“

„(iv): Die Seidenstraßen sind ein herausragendes Beispiel für städtische, architektonische und technologische Ensembles, die notwendig waren, um diesen Handel und Austausch über fast zwei Jahrtausende zu erhalten.“

„(v): Die Seidenstraßen sind ein außergewöhnliches Zeugnis für die Wechselwirkungen des Menschen mit der Umwelt.“

„(vi): Die Seidenstraßen sind direkt und spürbar mit historischen und lebendigen Traditionen, Glaubensvorstellungen und Wertesystemen verbunden.“

## Stätten
Die vorgeschlagenen Stätten sind nach ihrer Lage in sechs Gruppen zusammengefasst.
| Nr. | Bezeichnung                                     | Gebiet              | Einzelstätten                      | Fläche   | Bild           |
| --- | ----------------------------------------------- | ------------------- | ---------------------------------- | -------- | -------------- |
| 1   | Nomadische Denkmäler des Inneren Tian Shan      | Oblus Naryn         | Koshoi-Korgon (Lage)               | 55,6 ha  |                |
| 1   | Nomadische Denkmäler des Inneren Tian Shan      | Oblus Naryn         | Tasch Rabat (Lage)                 | 28,5 ha  | weitere Bilder |
| 1   | Nomadische Denkmäler des Inneren Tian Shan      | Oblus Naryn         | Manakeldy (Lage)                   | 31,8 ha  |                |
| 1   | Nomadische Denkmäler des Inneren Tian Shan      | Oblus Naryn         | Shyrdakbek (Lage)                  | 38,3 ha  |                |
| 2   | Stätten des südlichen Yssyk-Köl                 | Oblus Yssyk-Köl     | Barskoon (Lage)                    | 6,7 ha   |                |
| 2   | Stätten des südlichen Yssyk-Köl                 | Oblus Yssyk-Köl     | Tosor (Lage)                       | 9 ha     |                |
| 2   | Stätten des südlichen Yssyk-Köl                 | Oblus Yssyk-Köl     | Khan Dobo (Lage)                   | 30 ha    |                |
| 3   | Mittelalterliche Stätten des oberen Tschüi-Tals | Oblus Tschüi        | Nawekat (Krasnaja Retschka) (Lage) | 450 ha   | weitere Bilder |
| 3   | Mittelalterliche Stätten des oberen Tschüi-Tals | Oblus Tschüi        | Sujab (Ak-Beschim) (Lage)          | 150 ha   |                |
| 3   | Mittelalterliche Stätten des oberen Tschüi-Tals | Oblus Tschüi        | Balasagun (Burana) (Lage)          | 130 ha   | weitere Bilder |
| 4   | Kulturlandschaft von Manas Ordo                 | Oblus Talas         | Karool Choku (Lage)                | 225 ha   |                |
| 5   | Kulturlandschaft von Safid Bulan                | Oblus Dschalal-Abad | Schach-Fasil-Mausoleum (Lage)      | 266,5 ha |                |
| 6   | Stätten von Ösgön und Shorobashat               | Oblus Osch          | Ösgön (Lage)                       | 72,5 ha  | weitere Bilder |
| 6   | Stätten von Ösgön und Shorobashat               | Oblus Osch          | Shorobashat (Lage)                 | 70 ha    |                |

## Weltkulturerbe
Aufgrund der großen Anzahl von Stätten, die verschiedene Länder im Zusammenhang mit der Seidenstraße auf ihre Tentativlisten gesetzt hatte, schlug das Welterbekomitee vor, diese nach einzelnen Trassen gruppiert einzureichen. Daraufhin arbeiteten die Volksrepublik China, Kasachstan und Kirgisistan gemeinsam einen Vorschlag für eine serielle transnationale Weltkulturerbestätte aus, die 2014 unter dem Titel Seidenstraßen: das Straßennetzwerk des Chang'an-Tianshan-Korridors in die Welterbeliste aufgenommen wurde.
Aus Kirgisistan gehören dazu die drei Stätten des oberen Tschüi-Tals: Sujab, Balasagun und Nawekat.